# Good Omens (série de televisão)
Good Omens (bra: Belas Maldições; prt: Bons Augúrios) é uma série de televisão baseada no romance Good Omens: Belas Maldições (1990) de Terry Pratchett e Neil Gaiman. Com uma co-produção entre a Amazon Studios e a BBC Studios, a série foi dirigida por Douglas Mackinnon e escrita por Gaiman, que atuou como showrunner. A série é protagonizada por Michael Sheen e David Tennant, estrelando um elenco que também inclui Jon Hamm, Michael McKean e Miranda Richardson.
Todos os episódios da primeira temporada da série foram lançados em 31 de maio de 2019 no Amazon Prime Video e transmitidos semanalmente pela BBC Two no Reino Unido. A segunda temporada foi lançada completa no Amazon Prime Video em 28 de junho de 2023.

## Sinopse
A primeira temporada, ambientada em 2018, segue o anjo Aziraphale (Sheen) e o demônio Crowley (Tennant), que, acostumados com a vida na Terra, procuram impedir a vinda do anticristo e com ele a batalha final entre o Céu e o Inferno.

## Elenco e personagens
- Michael Sheen como Aziraphale, um anjo que viveu na Terra desde o início da criação . No romance original, Aziraphale era o anjo encarregado de guardar os portões orientais do paraíso. Ele e Crowley servem como representantes do Céu e do Inferno, respectivamente, na Terra.
- David Tennant como Crowley, um demônio que viveu na Terra desde o início da criação. Originalmente chamado de "Crawly", ele é a serpente que tentou Eva com a maçã da árvore do conhecimento do bem e do mal.[8]
- Jon Hamm como Arcanjo Gabriel, líder das forças do Céu. Embora Gabriel tenha sido mencionado apenas uma vez no romance original, seu papel deveria ser expandido na sequência nunca terminada de Good Omens, então Gaiman incorporou partes da trama da sequência planejada sobre o papel dos anjos no enredo da série de televisão.[7] Na novela, o líder das forças do Céu era o Metatron.
- Anna Maxwell Martin como Belzebu, líder das forças do Inferno.
- Josie Lawrence como Agnes Nutter, uma bruxa que viveu no século 17 e que previu os eventos em seu livro As Profecias Agradáveis e Precisas de Agnes Nutter, Bruxa, o único livro de profecias já escrito. Josie Lawrence também fez Agnes Nutter na adaptação da BBC Radio 4 em 2015.[9]
- Adria Arjona como Anathema Device, último descendente de Agnes Nutter e uma bruxa que se une a Aziraphale e Crowley para parar o fim do mundo.
- Michael McKean como Sargento Caçador de Feiticeiros Shadwell, o último oficial do outrora orgulhoso exército de feiticeiros.
- Jack Whitehall como Newton Pulsifer, um descendente do feiticeiro que queimou Agnes Nutter na fogueria e que se une a Anathema para ajudar a parar o fim do mundo.[8]
- Miranda Richardson como Madame Tracy, médium de meio expediente e cortesã.
- Mireille Enos como Guerra, um dos Quatro Cavaleiros do Apocalipse
- Lourdes Faberes como Poluição, um dos Quatro Cavaleiros do Apocalipse
- Yusuf Gatewood como Fome, um dos Quatro Cavaleiros do Apocalipse
- Brian Cox como a voz da Morte, um dos Quatro Cavaleiros do Apocalipse[10]
- Reece Shearsmith como William Shakespeare
- Nina Sosanya como a irmã Loquacious, uma das freiras da Ordem Chattering de St. Beryl, uma ordem satânica de freiras que foram encarregadas de trocar um bebê com o anticristo.
- Ned Dennehy como Hastur, duque do Inferno
- Ariyon Bakare como Ligur, também duque do Inferno
- Frances McDormand como a voz de Deus
- Benedict Cumberbatch como a voz de Satanás
- Derek Jacobi como o Metatron
- Steve Pemberton e Mark Gatiss como Harmony e Glozier, respectivamente, misteriosos vendedores de livros.
- Nick Offerman como Thaddeus, embaixador dos Estados Unidos e pai de Warlock.
- Jill Winternitz como Harriet Dowling, esposa de Thaddeus e mãe de Warlock.
- Sam Taylor Buck como Adam Young, o relutante anticristo
- Amma Ris como Pepper, uma das amigas de Adam
- Ilan Galkoff como Brian, um dos amigos de Adam
- Alfie Taylor como Wensleydale, um dos amigos de Adam
- Daniel Mays como Arthur Young, pai de Adam
- Sian Brooke como Deidre Young, mãe de Adam

## Episódios
| Temporada | Temporada | Episódios | Episódios | Originalmente exibido | Originalmente exibido |
| Temporada | Temporada | Episódios | Episódios | Estreia da temporada  | Final da temporada    |
| --------- | --------- | --------- | --------- | --------------------- | --------------------- |
|           | 1         | 6         | 6         | 15 janeiro 2020       | 19 fevereiro 2020     |
|           | 2         | 6         | 6         | 28 julho 2023         | 28 julho 2023         |

1° Temporada (2019)
| N.º | Título Original Título no Brasil                                                      | Dirigido por      | Escrito por | Lançamento         | Cód. de produção |
| --- | ------------------------------------------------------------------------------------- | ----------------- | ----------- | ------------------ | ---------------- |
| 1   | "In the Beginning" "No Início"                                                        | Douglas Mackinnon | Neil Gaiman | 31 de maio de 2019 | ASA              |
| 2   | "The Book" "O Livro"                                                                  | Douglas Mackinnon | Neil Gaiman | 31 de maio de 2019 | ASA              |
| 3   | "Hard Times" "Tempos Difíceis"                                                        | Douglas Mackinnon | Neil Gaiman | 31 de maio de 2019 | ASA              |
| 4   | "Saturday Morning Funtime" "Diversão de Sábado de Manhã"                              | Douglas Mackinnon | Neil Gaiman | 31 de maio de 2019 | ASA              |
| 5   | "The Doomsday Option" "A Opção do Dia do Juízo Final"                                 | Douglas Mackinnon | Neil Gaiman | 31 de maio de 2019 | ASA              |
| 6   | "The Very Last Day of the Rest of Their Lives" "O Último Dia do Resto das Suas Vidas" | Douglas Mackinnon | Neil Gaiman | 31 de maio de 2019 | ASA              |

2°Temporada (2023)
| N.º | Título Original Título no Brasil                   | Dirigido por      | Escrito por                  | Lançamento          | Cód. de produção |
| --- | -------------------------------------------------- | ----------------- | ---------------------------- | ------------------- | ---------------- |
| 1   | "The Arrival" "A Chegada"                          | Douglas Mackinnon | Neil Gaiman e John Finnemore | 28 de julho de 2023 | ASA              |
| 2   | "The Clue" "A Pista"                               | Douglas Mackinnon | Neil Gaiman e John Finnemore | 28 de julho de 2023 | ASA              |
| 3   | "I Know Where I'm Going" "Eu Sei Aonde Estou Indo" | Douglas Mackinnon | Neil Gaiman e John Finnemore | 28 de julho de 2023 | ASA              |
| 4   | "The Hitchhiker" "A Carona"                        | Douglas Mackinnon | Neil Gaiman e John Finnemore | 28 de julho de 2023 | ASA              |
| 5   | "The Ball" "O Baile"                               | Douglas Mackinnon | Neil Gaiman e John Finnemore | 28 de julho de 2023 | ASA              |
| 6   | "Every Day" "Todo Dia"                             | Douglas Mackinnon | Neil Gaiman e John Finnemore | 28 de julho de 2023 | ASA              |

## Produção

### Desenvolvimento
Pratchett e Gaiman planejaram adaptar Good Omens como um filme por anos, com vários diretores e escritores ligados ao projeto em vários momentos. Em 2011, uma série de televisão, escrita por Terry Jones e Gavin Scott, foi relatada pela primeira vez, mas nenhum outro plano foi anunciado. Após a morte de Pratchett, Gaiman se recusou a considerar trabalhar na adaptação sozinho, mas mudou de ideia quando recebeu uma carta de Pratchett, escrita para ser enviada após sua morte, pedindo-lhe para terminar o projeto.
Em 19 de janeiro de 2017, foi anunciado que a Amazon Prime Video havia dado luz verde a uma adaptação em série do romance a ser co-produzida com a BBC no Reino Unido. Os produtores executivos foram definidos para incluir Gaiman, Caroline Skinner, Chris Sussman, Rob Wilkins e Rod Brown. Gaiman também foi definido para adaptar o romance para a tela e servir como showrunner para a série. As empresas de produção envolvidas com a série foram programadas para serem compostas pela BBC Studios, Narrativia e The Blank Corporation. A distribuição da série foi entregue à BBC Worldwide.

### Seleção de elenco
Em 14 de agosto de 2017, foi anunciado que Michael Sheen e David Tennant haviam sido escalados para os papéis principais de Aziraphale e Crowley, respectivamente. Em 14 de setembro de 2017, Gaiman revelou no Twitter que Nina Sosanya, Ned Dennehy e Ariyon Bakare haviam se juntado ao elenco principal. Um dia depois, Jack Whitehall, Michael McKean, Miranda Richardson e Adria Arjona foram anunciados como integrantes da série. Uma semana depois, Sam Taylor Buck, Amma Ris, Ilan Galkoff, Alfie Taylor, Daniel Mays e Sian Brooke também foram escalados. Em outubro de 2017, foi relatado que Jon Hamm, Anna Maxwell Martin, Mireille Enos, Lourdes Faberes e Yusuf Gatewood haviam se juntado ao elenco principal. Em novembro de 2017, foi relatado que Reece Shearsmith e Nicholas Parsons também haviam sido escalados. Em 15 de dezembro de 2017, foi relatado que Derek Jacobi faria a voz do Metatron.
Em 9 de fevereiro de 2018, foi anunciado que Steve Pemberton e Mark Gatiss haviam se juntado à série. Em 6 de março de 2018, foi anunciado que Nick Offerman havia sido escalado para a série. Em 20 de julho de 2018, foi anunciado durante o painel da San Diego Comic-Con que Frances McDormand havia sido escolhido como a voz de Deus, bem como a narradora da série. Em 13 de fevereiro de 2019, Neil Gaiman anunciou que Benedict Cumberbatch vai fazer a voz de Satanás com o próprio personagem sendo uma criação de CGI.

### Filmagens
As filmagens da série começaram em setembro de 2017, com Gaiman twittando uma foto de Tennant e Sheen fantasiados no set. Em outubro de 2017, a produção foi filmada em Surrey. A série também foi filmada em St. James's Park, em Londres, e foi finalizada em março de 2018 na Cidade do Cabo, África do Sul.

## Lançamento

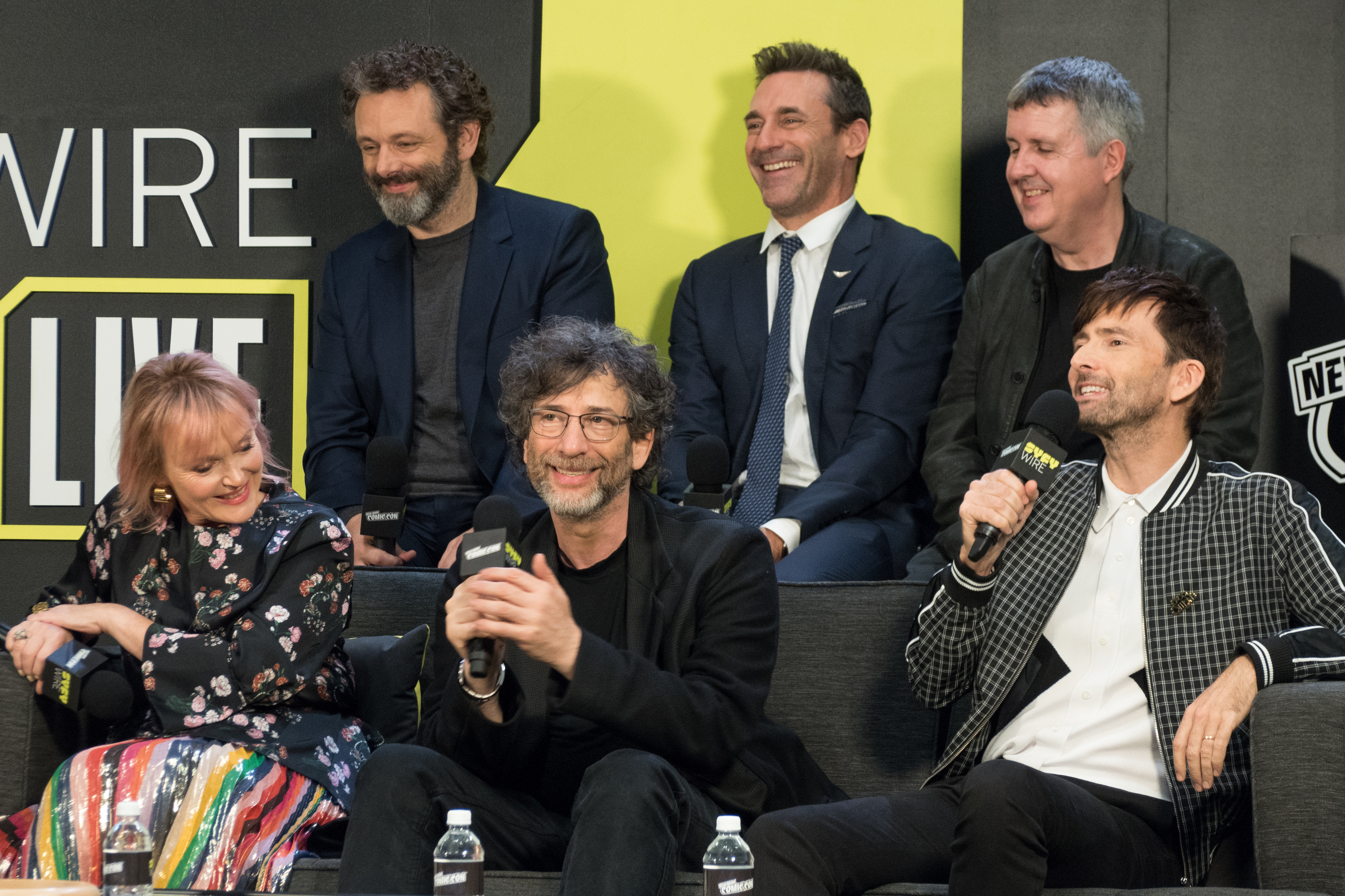
Entrevista com o elenco de Good Omens na New York Comic Con em outubro de 2018 (à frente: Richardson, Gaiman e Tennant; atrás: Sheen, Hamm e Mackinnon)

Os seis episódios da primeira temporada da série estão programados para serem lançados em 31 de maio de 2019 no Amazon Prime Video e, posteriormente, transmitidos semanalmente pela BBC Two.

### Marketing
Em 6 de outubro de 2018, a série realizou um painel na New York Comic Con anual em Nova Iorque. O painel foi estrelado por Whoopi Goldberg, o criador Neil Gaiman, o diretor Douglas Mackinnon, e os membros do elenco Michael Sheen, David Tennant, Jon Hamm e Miranda Richardson. Durante o painel, o primeiro trailer da série foi estreado e posteriormente lançado online.

## Recepção
Good Omens recebeu críticas positivas dos críticos. No Rotten Tomatoes, a primeira temporada tem uma taxa de aprovação de 84% com uma pontuação média de 7,3 em 10, com base em 100 avaliações. O consenso crítico do site é: "Uma miscelânea de imagens celestiais e hilaridade irreverente, Good Omens funciona graças a química muito-quase-sagrada (ou talvez profana?) de Michael Sheen e David Tennant - embora, com apenas seis episódios, seja uma adaptação rara que pode ter se beneficiado por ser um pouco menos fiel ao bom livro." A segunda temporada tem uma taxa de aprovação de 88% com uma pontuação média de 7,4 em 10, com base em 52 avaliações. O consenso crítico do site é: "Um bom presságio para a longevidade da série, a segunda temporada de Good Omens é ainda mais esplêndida do que a primeira."
No Metacritic, a primeira temporada tem uma pontuação de 66 em 100 com base em 21 avaliações, sendo que dessas nenhuma foi negativa. A segunda temporada tem uma pontuação de 68 em 100 com base em 16 avaliações, indicando críticas favoráveis. No IMDb, a série recebeu uma taxa de aprovação de 8 em 10, com base em 95 mil avaliações, tornando-se um sucesso para o público.

### Premiações
| Ano  | Prêmio              | Categoria                                                                                      | Nomeado(s)                                  | Resultado | Ref.   |
| ---- | ------------------- | ---------------------------------------------------------------------------------------------- | ------------------------------------------- | --------- | ------ |
| 2019 | Saturn Awards       | Best Streaming Science Fiction, Action, & Fantasy Series                                       | Good Omens                                  | Indicado  | [ 40 ] |
| 2019 | Saturn Awards       | Best Actor in a Streaming Presentation                                                         | David Tennant                               | Indicado  | [ 40 ] |
| 2019 | Saturn Awards       | Best Supporting Actor in a Streaming Presentation                                              | Michael Sheen                               | Indicado  | [ 40 ] |
| 2019 | Primetime Emmys     | Outstanding Fantasy/Sci-Fi Costumes                                                            | Claire Anderson, Bobbie Edwards, Beth Lewis | Indicado  | [ 41 ] |
| 2019 | Primetime Emmys     | Outstanding Music Composition For A Limited Series, Movie Or Special (Original Dramatic Score) | David Arnold                                | Indicado  | [ 41 ] |
| 2019 | Primetime Emmys     | Outstanding Original Main Title Theme Music                                                    | David Arnold                                | Indicado  | [ 41 ] |
| 2019 | Comedy.co.uk Awards | Best TV Comedy Drama                                                                           | Good Omens                                  | Venceu    | [ 42 ] |
| 2019 | Comedy.co.uk Awards | Best Comedy of the Year                                                                        | Good Omens                                  | Venceu    | [ 42 ] |
| 2019 | Nebula Award        | Ray Bradbury Award for Outstanding Dramatic Presentation                                       | Neil Gaiman (Episódio: "Hard Times")        | Venceu    | [ 43 ] |
| 2020 | Hugo Award          | Best Dramatic Presentation, Long Form                                                          | Neil Gaiman, Douglas Mackinnon              | Venceu    | [ 44 ] |
| 2020 | Peabody Awards      | Entertainment                                                                                  | Good Omens                                  | Indicado  | [ 45 ] |